# Liste der grönländischen Arbeitsmarktminister
Die Liste der grönländischen Arbeitsmarktminister listet alle grönländischen Arbeitsmarktminister.
Einen Arbeitsmarktminister gab es erstmals explizit 1987.
| Antritt            | Abgang             | Minister                             | Leben                | Partei               | Regierung             | evtl. übergeordnetes Ministerium |
| ------------------ | ------------------ | ------------------------------------ | -------------------- | -------------------- | --------------------- | -------------------------------- |
| 8. September 1987  | 17. März 1991      | Jens Lyberth                         | * 1952               | Siumut               | Motzfeldt IV, V       |                                  |
| 17. März 1991      | 19. Mai 1992       | Marianne Jensen                      | * 1949               | Siumut               | Johansen I            |                                  |
| 19. Mai 1992       | 4. April 1995      | Henriette Rasmussen                  | 1950–2017            | Inuit Ataqatigiit    | Johansen I            | Soziales                         |
| 4. April 1995      | 19. September 1997 | Benedikte Thorsteinsson              | * 1950               | Siumut               | Johansen II           |                                  |
| 19. September 1997 | 2. November 1999   | Mikael Petersen                      | * 1956               | Siumut               | Motzfeldt VI, VII     |                                  |
| 2. November 1999   | 24. September 2001 | Jørgen Wæver Johansen                | * 1972               | Siumut               | Motzfeldt VII         |                                  |
| 24. September 2001 | 14. Dezember 2002  | Ole Dorph                            | * 1955               | Siumut               | Motzfeldt VII, VIII   |                                  |
| 14. Dezember 2002  | 13. September 2003 | Zuständigkeit unklar                 | Zuständigkeit unklar | Zuständigkeit unklar | Enoksen I, II         | Zuständigkeit unklar             |
| 13. September 2003 | 1. Dezember 2005   | Johan Lund Olsen                     | * 1958               | Inuit Ataqatigiit    | Enoksen III           |                                  |
| 1. Dezember 2005   | 12. Juni 2009      | Siverth K. Heilmann                  | * 1953               | Atassut              | Enoksen IV, V         |                                  |
| 12. Juni 2009      | 27. Januar 2014    | Zuständigkeit unklar                 | Zuständigkeit unklar | Zuständigkeit unklar | Kleist, Hammond I, II | Zuständigkeit unklar             |
| 27. Januar 2014    | 1. Oktober 2014    | Jens-Erik Kirkegaard                 | * 1975               | Siumut               | Hammond II            |                                  |
| 1. Oktober 2014    | 12. Dezember 2014  | Finn Karlsen (interim)               | * 1952               | Siumut               | Kielsen (interim)     |                                  |
| 12. Dezember 2014  | 3. November 2015   | Vittus Qujaukitsoq                   | * 1971               | Siumut               | Kielsen I             |                                  |
| 3. November 2015   | 2. Februar 2016    | Randi Vestergaard Evaldsen (interim) | * 1984               | Demokraatit          | Kielsen I             |                                  |
| 2. Februar 2016    | 24. April 2017     | Vittus Qujaukitsoq                   | * 1971               | Siumut               | Kielsen I, Kielsen II |                                  |
| 24. April 2017     | 15. Mai 2018       | Hans Enoksen                         | * 1956               | Partii Naleraq       | Kielsen II            |                                  |
| 15. Mai 2018       | 5. Oktober 2018    | Vittus Qujaukitsoq                   | * 1971               | Nunatta Qitornai     | Kielsen III           |                                  |
| 5. Oktober 2018    | 22. November 2019  | Erik Jensen                          | * 1975               | Siumut               | Kielsen IV, V         |                                  |
| 22. November 2019  | 23. April 2021     | Jess Svane                           | * 1959               | Siumut               | Kielsen V, VI         |                                  |
| 23. April 2021     | 5. April 2022      | Mimi Karlsen                         | * 1957               | Inuit Ataqatigiit    | Egede I               |                                  |
| 5. April 2022      | amtierend          | Jess Svane                           | * 1959               | Siumut               | Egede II              |                                  |